# Esther John

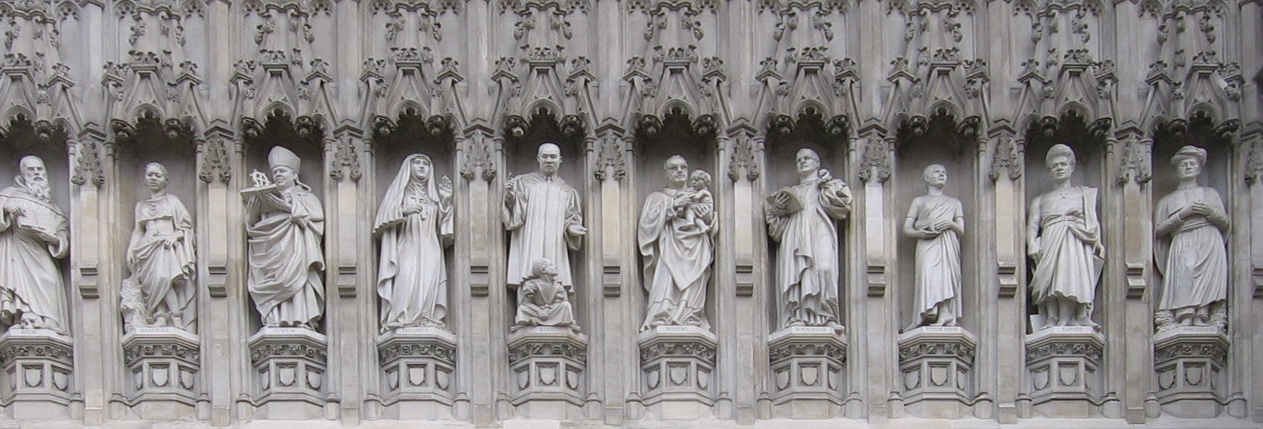
Estatuas de mártires del siglo XX en la Abadía de Westminster, Londres. La estatua de Esther John es la tercera desde la derecha.

Qamar Zia, conocida como Eshter John (14 de diciembre de 1929-2 de febrero de 1960) fue una enfermera católica paquistaní asesinada en 1960. En 1998, se erigió una estatua encima de la puerta del oeste de la Abadía de Westminster, junto a otros mártires cristianos del siglo XX.

## Primeros años
Qamar Zia nació en una familia islámica el 14 de diciembre de 1929, en la India británica. Asistió a una escuela cristiana desde los diecisiete años, y debido a la inspiración del Libro de Isaías, decidió convertirse al cristianismo.

## Carrera
La familia de Zia emigró a Pakistán en 1947, cuando el país recién se estaba estableciendo. Continuó estudiando la Biblia en secreto, y siete años después se escapó de su casa por temor a que su familia la obligara a casarse. Aceptó un trabajo en un orfanato en Laugesen, Karachi, y cambió su nombre a Esther John. En junio de 1955, se mudó a Sahiwal, donde vivió y trabajó en un hospital de la misión. De 1956 a 1959, se formó para ser maestra en el United Bible Training Center en Gujranwala, luego pasó el resto de su vida evangelizando en los pueblos alrededor de Chichawatni .

## Muerte
Esther John fue encontrada asesinada en su cama el 2 de febrero de 1960, en su casa de Chichawatni. Fue enterrada en el cementerio cristiano de Sahiwal.
En 1998, se descubrieron diez estatuas sobre la puerta oeste de la Abadía de Westminster en Londres, que representan diez mártires cristianos del siglo XX. Esther John estaba entre ellos, junto a figuras como Óscar Romero y Martin Luther King, Jr.